# Sparkasse Aichach-Schrobenhausen
Die Sparkasse Aichach-Schrobenhausen ist eine öffentlich-rechtliche Sparkasse mit Sitz in Aichach in Bayern. Die Sparkasse ist durch Vereinigung der Stadtsparkasse Aichach und der Stadtsparkasse Schrobenhausen entstanden. Ihr Geschäftsgebiet ist der nördliche Teil des Landkreises Aichach-Friedberg (in etwa dem Altkreis Aichach entsprechend) und der Altlandkreis Schrobenhausen.

## Organisationsstruktur
Die Sparkasse Aichach-Schrobenhausen ist eine Anstalt des öffentlichen Rechts. Rechtsgrundlagen sind das Sparkassengesetz für Bayern und die durch den Verwaltungsrat der Sparkasse erlassene Satzung. Organe der Sparkasse sind der Vorstand und der Verwaltungsrat.

### Vorstand
Der Vorstand bestand aus drei Mitgliedern. Ihm gehörten an:
- Birgit Cischek, Vorsitzende seit 1. Oktober 2006
- Rainer Wörz
- Michael Appel, Mitglied ab 1. April 2012

### Verwaltungsrat
Der Verwaltungsrat hatte 10 Mitglieder. Ihm gehörten an:
- Klaus Habermann, Vorsitzender
- Harald Reisner, Vorsitzender
- Mirco Ketz, stellvertretender Vorsitzender
- Helmut Beck
- Josef Königbauer
- Mario Pettinger
- Dieter Saliger
- Günther Schalk
- Hartmut Siegl
- Michael Strauch

## Gewährträger
Gewährträger ist der Zweckverband Sparkasse Aichach-Schrobenhausen-Pöttmes. Dem Zweckverband gehören die Stadt Aichach (53,10 %), die Stadt Schrobenhausen (40,00 %) und die Marktgemeinde Pöttmes (6,90 %) an.

## Geschäftszahlen
Die Sparkasse Aichach-Schrobenhausen betreibt als Sparkasse das Universalbankgeschäft. Die Sparkasse Aichach-Schrobenhausen wies im Geschäftsjahr 2023 eine Bilanzsumme von 1,6 Mrd. Euro aus und verfügte über Kundeneinlagen von 1,25 Mrd. Euro. Gemäß der Sparkassenrangliste 2023 liegt sie nach Bilanzsumme auf Rang 267. Sie unterhält 18 Filialen/Selbstbedienungsstandorte und beschäftigt 252 Mitarbeiter.

## Sparkassen-Finanzgruppe
Die Sparkasse Aichach-Schrobenhausen ist Teil der Sparkassen-Finanzgruppe. Die Sparkasse vertreibt daher z. B. Bausparverträge der LBS, Investmentfonds der Deka und Versicherungen der Versicherungskammer Bayern. Die Funktion der Sparkassenzentralbank nimmt die Bayerische Landesbank wahr.

## Fusion
Am 25. September 2024 wurde bekannt gegeben, dass die Sparkasse Aichach-Schrobenhausen mit der Sparkasse Neuburg-Rain zum 1. Januar 2025 zur Sparkasse Altbayern fusioniert.